# La Pendule à l'aile bleue
La Pendule à l'aile bleue est un tableau réalisé par le peintre français Marc Chagall en 1949. Cette huile sur toile représente une pendule affublée d'une aile bleue devant un paysage urbain enneigé. Elle est conservée dans une collection privée.